# Anechura fedtshenkoi
 (octobre 2019).
Améliorez-le ou discutez des points à vérifier. 
Espèce
Anechura fedtshenkoi est une espèce d'insectes de la famille des Forficulidae.